# Mucajaí
Mucajaí est une ville brésilienne du centre de l'État du Roraima. Sa population était estimée à 12 546 habitants en 2007. La municipalité s'étend sur 12,751 km2.